# Torre Imperia
La Torre Imperia (in russo: Империя Башня) è un grattacielo di 60 piani alto 238,6 metri costruito a Mosca, nella Federazione Russa, nel CIAM. L'edificio comprende uffici, un centro affari, un hotel e degli appartamenti privati.

## Descrizione dell'edificio
La torre è divisa in tre parti:
- 45 000 m² di appartament, dal 42º al 60º piano ;
- 30 000 m² di hotel (250 stanze), dal 33º al 41º piano ;
- 76 700 m² di spazio per affari, dal 2º al 31º piano, più 53 000 m² di spazio addizionale (scale mobili, atri..).

L'edificio ha una forma ellittica più alcuni elementi hi-tech. Le finestre offrono una vista panoramica del fiume Moscova, del Cremlino di Mosca, del centro della città, della Collina dei passeri (Collina Vorobyovy in russo), dell'Università statale di Mosca e della Collina Poklonnaja.